# Greensboro, Georgia
Greensboro är administrativ huvudort i Greene County i Georgia. Greensboro grundades omkring år 1780 och utsågs 1787 till countyhuvudort. Orten fick sitt namn efter militären Nathanael Greene. Enligt 2010 års folkräkning hade Greensboro 3 359 invånare.

## Kända personer från Greensboro
- Julius Caesar Alford, politiker
- William Crosby Dawson, politiker